# Berberis aetnensis
Berberis aetnensis là một loài thực vật có hoa trong họ Hoàng mộc. Loài này được C.Presl mô tả khoa học đầu tiên năm 1826.

## Hình ảnh

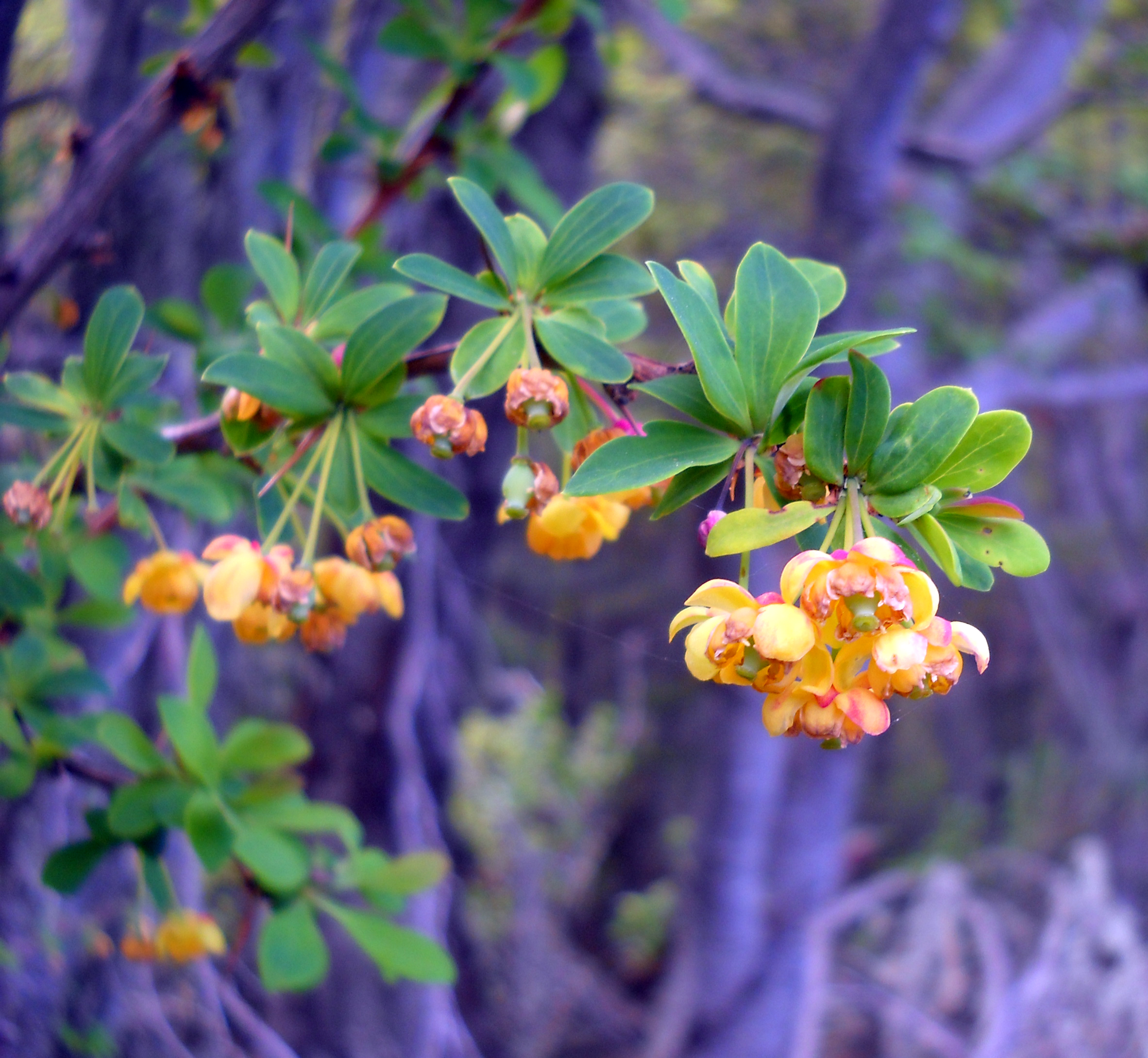
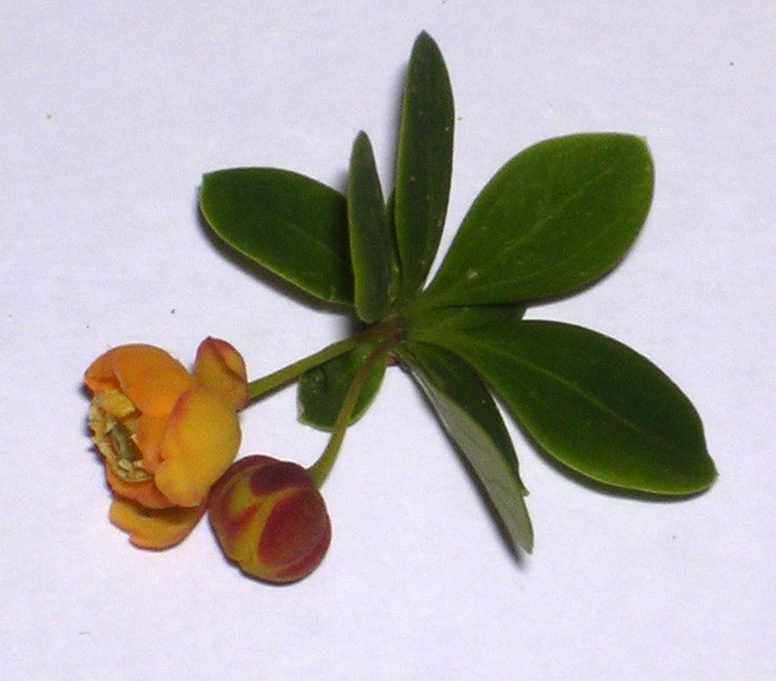
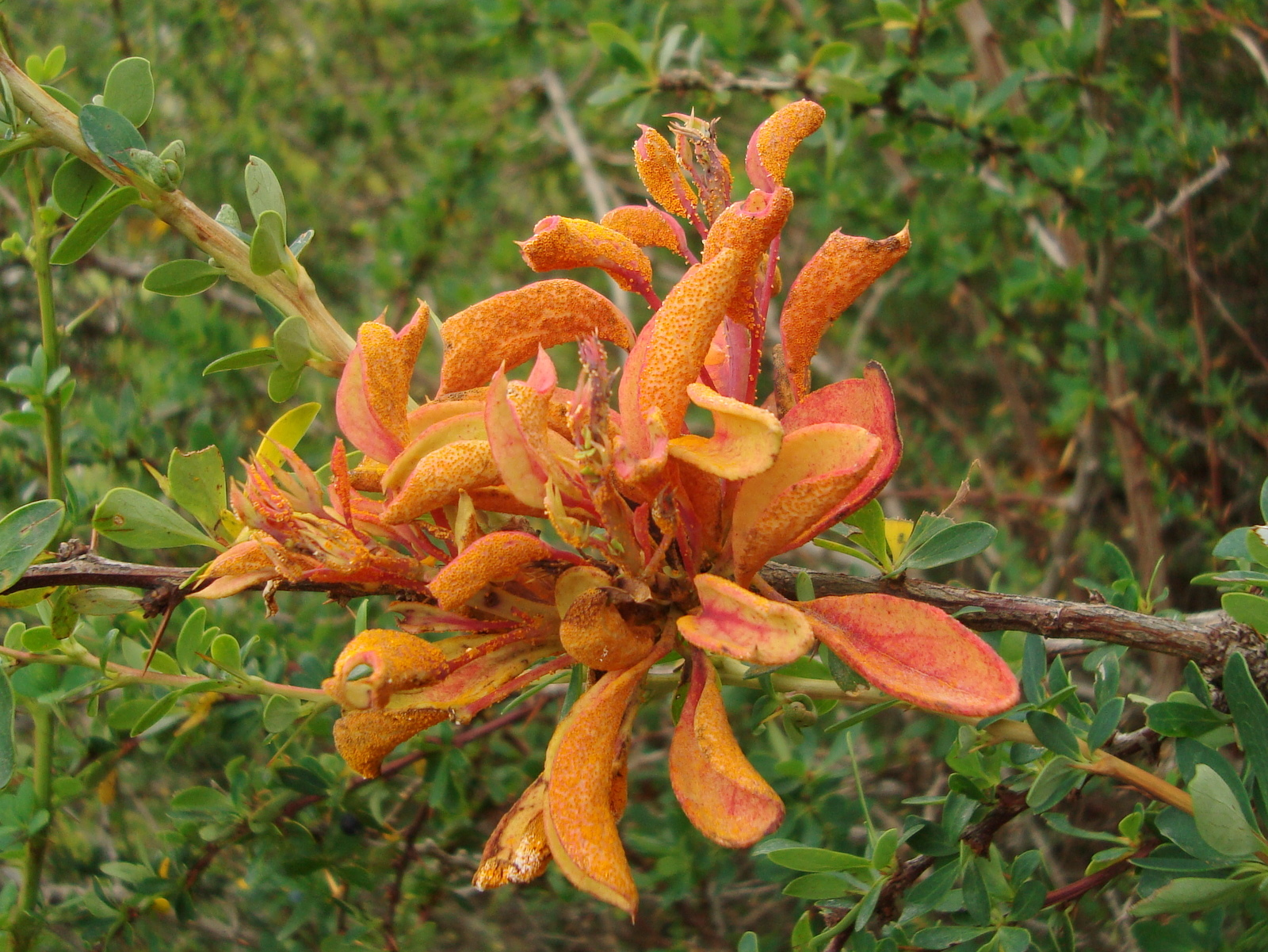
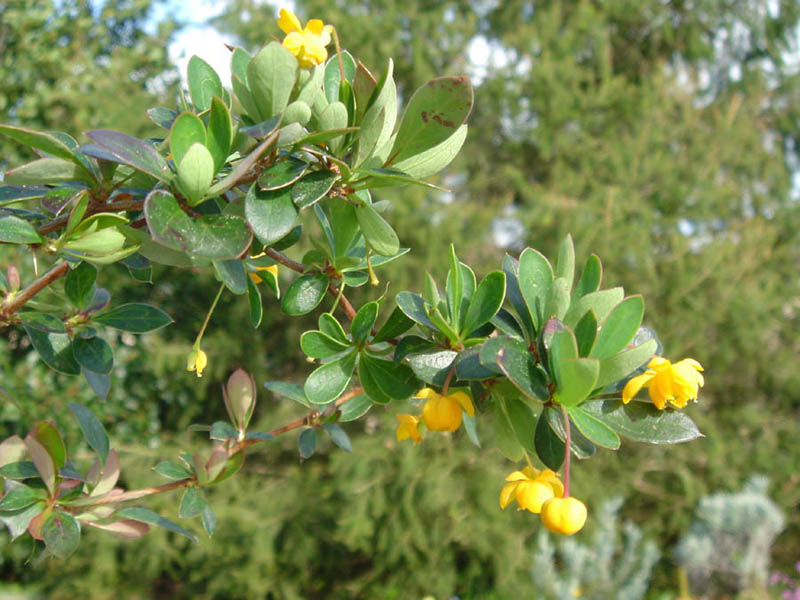